# Jeanne Lamon
Jeanne Lamon (New York, 14 agosto 1949 – Victoria, 20 giugno 2021) è stata una violinista e direttrice d'orchestra statunitense con cittadinanza canadese.

## Biografia
Jeanne Lamon, nata a New York e cresciuta nello stato di New York, iniziò a studiare il violino all'età di sette anni. Studiò violino al Conservatorio di musica di Westchester con Editha Braham e Gabriel Banat. Successivamente frequentò la Brandeis University di Boston dove conseguì un Bachelor of Music studiando violino con Robert Koff, il secondo violino originale del Juilliard Quartet. Dall'università Brandeis, la Lamon lasciò gli Stati Uniti per studiare nei Paesi Bassi con Herman Krebbers, poi primo violino della Concertgebouw Orchestra ad Amsterdam.
Ritornò in Nord America a metà degli anni '70 per affermare la sua carriera di specialista nella musica barocca. La Lamon ha ricoperto il ruolo di primo violino negli Stati Uniti e nel 1974 è stata la prima violinista a vincere il prestigioso premio Erwin Bodky per l'eccellenza nell'esecuzione della musica antica.
Alla fine degli anni '70, mentre insegnava nel dipartimento di musica antica dello Smith College nel Massachusetts, la Lamon fece due apparizioni come ospite in Canada con la Tafelmusik Baroque Orchestra, che nel 1981 le offrì l'incarico di direttore musicale. La Lamon risiede a Toronto dal 1981 ed è diventata cittadina canadese nel 1988.
Sotto la guida della Lamon la Tafelmusik ha raggiunto statura internazionale ed è considerato uno dei migliori gruppi nel suo campo con registrazioni per varie etichette, tra cui Philips, Nonesuch, CBC Records, Sony Classical e Analekta. Le sue registrazioni da solista comprendono Le quattro stagioni di Vivaldi, i Concerti brandeburghesi di Bach vincitori del Juno Award ed i Concerti per violino di Bach, tra gli altri.

## Insegnamento, riconoscimenti e premi
La Lamon insegna all'Università di Toronto e al Royal Conservatory of Music di Toronto. Ha ricevuto un dottorato onorario di lettere dall'Università di York nel 1994. Nel 1996 è stata la prima destinataria del premio Muriel Sherrin che viene presentato dalla Fondazione del Consiglio d'Arte di Toronto ad artisti e creatori che si siano distinti in iniziative internazionali nel campo della musica o del balletto. Nel 1997 l'Alliance Française di Toronto premiò la Lamon con la nuova Prix Alliance per il suo contributo agli scambi culturali e ai legami artistici tra Canada e Francia. Nel settembre 1997 la Lamon ha ricevuto il Joan Chalmers Award per la creatività e l'eccellenza nelle arti per la sua direzione artistica dell'Orchestra Tafelmusik.
Nel marzo 1999 il Canada Council for the Arts le ha conferito il premio Molson 1998 nelle arti, riconoscendo il suo eccezionale contributo alla vita culturale e intellettuale del Canada.
È stata nominata membro dell'Ordine del Canada il 13 luglio 2000 ad Ottawa. Questo premio la onora per il suo illustre lavoro come violinista barocca, primo violino, musicista da camera, insegnante e direttore musicale della Tafelmusik. Nel 2014 è stata nominata membro dell'Ordine dell'Ontario.
Nell'ottobre 2012 la Lamon annunciò che, dopo 33 anni di direzione della Tafelmusik, si sarebbe dimessa da direttore musicale a tempo pieno dopo la stagione 2013/14 dopo una carriera di registrazione, spettacoli e tournée.